# Villa Greppi-Gonzaga
Villa Gonzaga, ubicada en Olgiate Olona en Via Luigia Greppi, es un edificio que data de la primera mitad del siglo XIX .

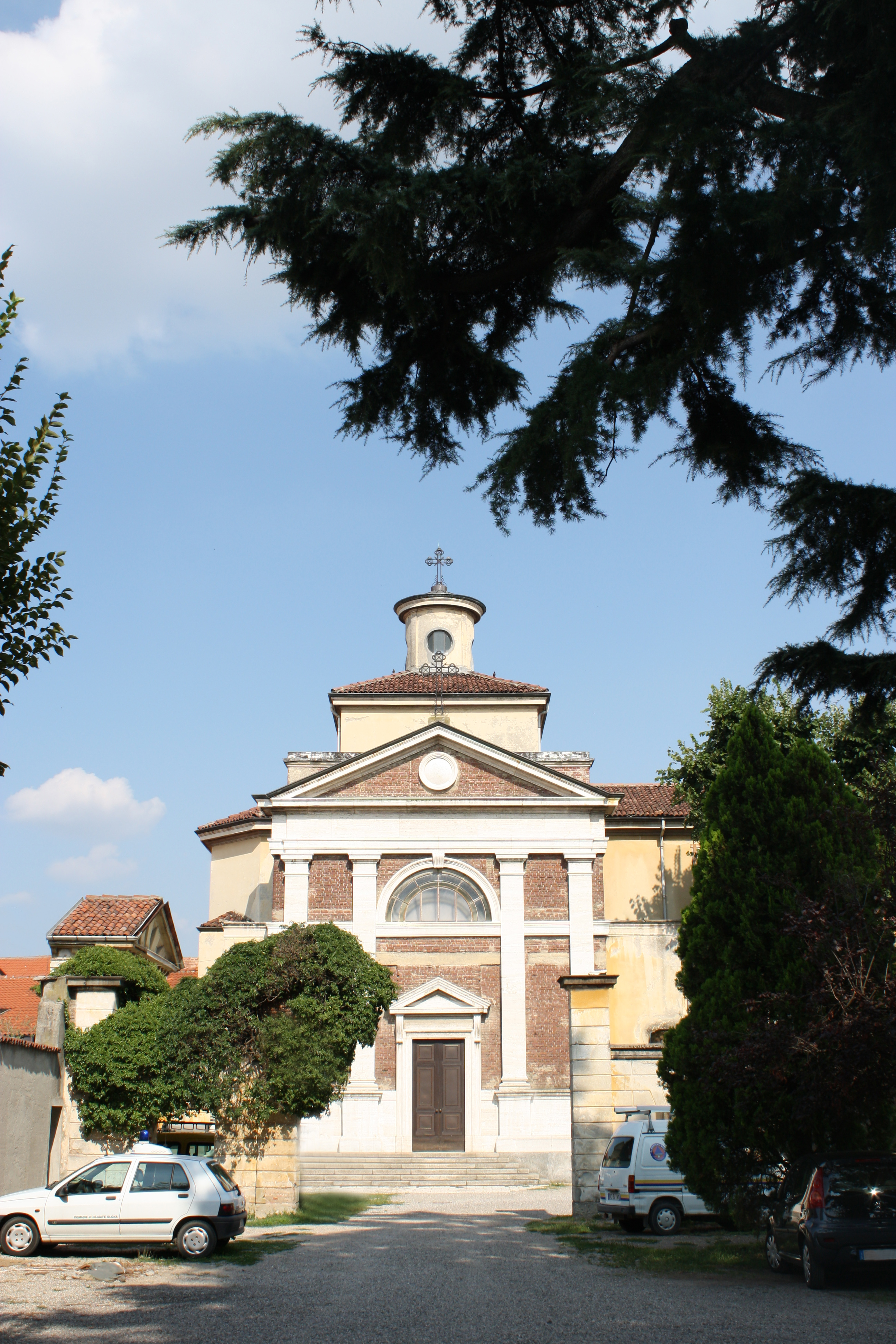
La noble capilla de Villa Greppi-Gonzaga.

## Historia
Se elevó en el área de una villa del siglo XVII de dimensiones mucho más pequeñas, habitada por un tal Conde Quirici; luego pasó a los barones de Castelli, quienes la retuvieron hasta 1820 , cuando se convirtió en propiedad del conde Alessandro Greppi. Murió después de establecerse en el campo del arte y dejó su patrimonio como herencia a su esposa Isaura Saulx Tavanes . Esta última, viuda, trabajó arduamente para satisfacer dos de sus grandes ideales: la educación de tres hijos y la reconstrucción de la villa Olgiate Olona.. Isaura obtuvo, gracias a las modificaciones, adiciones y nuevas construcciones trabajadas alrededor del antiguo edificio, un palacio real con formas clásicas con adyacencias suntuosas y vastas, en el que se destacó el estilo francés de la época. Quería un parque que encuadrara en una doble orden de carpintero rodeado de abetos y robles ; conectada con las habilitaciones subyacentes por una escalera masiva, aún incompleta, granito de Como . El interior de la villa también respondió al ideal de tamaño y distinción de la duquesa. Una amplia escalera conectaba todos los pisos del edificio, que tenía grandes habitaciones con frescos en la planta baja y adornados con frisos de cierto valor. La biblioteca albergada, con bellos volúmenes encuadernados en marroquí., pergaminos, mapas y atlas antiguos, colecciones numismáticas y filatélicas , y un número considerable de grabados; la galería de arte estaba llena de pinturas de buenos maestros italianos y lienzos franceses, españoles y flamencos; El museo de historia natural tenía interesantes colecciones de aves , reptiles , polillas y una sección dedicada por completo a la flora alpina. En tal magnificencia, ciertamente no podía faltar la noble capilla de estilo gótico-francés , ubicada en el extremo oriental de la villa, dedicada al Santo Crucifijo. Fue restaurada y embellecida cinco años después de la muerte de la duquesa Isaura y, en 1876 , fue bendecida por el párroco de Olgiate Olona . En las grandes bodegas de Villa Greppi se guardaban grandes vinos de Italia , Francia y Grecia ; Invernaderos, establos y una escuela de equitación completaron la grandeza de la villa. Con su muerte ( 1871 ), Isaura dejó a los tres hijos con su enorme riqueza. La segunda Luisa, a su vez, dejó todo a sus nietos Luigi Gonzaga y Emanuele Gonzaga (1858-1914), príncipes Gonzaga de la línea " Gonzaga di Vescovato " , como un legado.". La propiedad luego pasó al Príncipe Emanuele, quien la renombró con el nombre de" Villa Gonzaga ". A principios del siglo XX, debido a los gases emitidos por las chimeneas y las fábricas, Don Emanuele Gonzaga decidió mudarse y vender Villa Gonzaga, vacía de muebles (alrededor de 1905), fue comprada por la Congregación de las Mujeres Pías de la Presentación de Como, que abrió un internado para niñas.

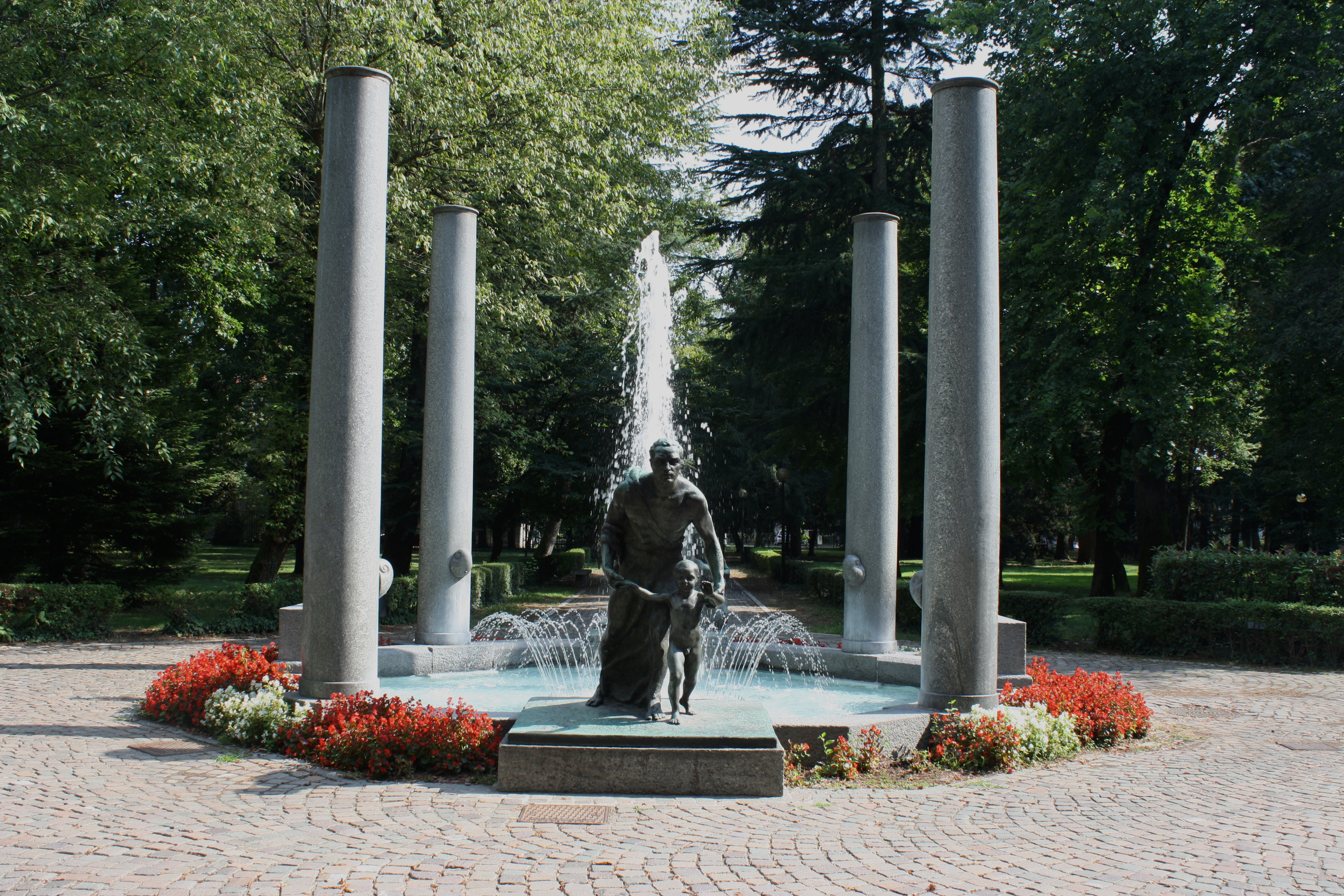
Fuente del parque de la villa Greppi-Gonzaga.

También en 1905 , los propietarios del instituto le dieron el nombre de Collegio Gonzaga , que finalmente abrió sus puertas para el año escolar 1905 - 1906.
En la planta baja, las habitaciones recientemente modernizadas se utilizaron como aulas, mientras que los pisos superiores ofrecieron dormitorios y dormitorios para las monjas. Durante la Primera Guerra Mundial , no hubo cambios sustanciales, pero por razones económicas Villa Gonzaga estuvo nuevamente a la venta, ya que la universidad Gonzaga se mudó a Gorla , en un edificio más moderno, construido unos años antes. En 1918 el Comité de la Ópera de Prevención Antituberculosa.(OPAI) se hizo cargo de toda la antigua propiedad de Greppi-Gonzaga. Posteriormente, o en abril de 1925 , en presencia de Vittorio Emanuele III, rey de Italia , se inauguró un nuevo pabellón y, posteriormente, otro en presencia de Benito Mussolini , entonces jefe del Gobierno (octubre de 1925 ). Un tercer pabellón fue inaugurado en 1932 . Fue en este año que nació la Scuola d'Agraria , a la que luego se le añadió un taller de zapatos y un taller de carpintería . Encargado por el cardenal AI Schuster, una iglesia fue construida sobre un proyecto por los arquitectos Candiani y Bonicalzi; el 21 de diciembre de 1936 fue consagrado por el cardenal, quien lo dedicó a los Santos Inocentes . En 1955 se inauguró el pabellón de aislamiento para enfermedades infecciosas , diseñado por el ingeniero Carlo Greppi.(Hoy este pabellón se ha convertido en un hogar de ancianos para ancianos). La OPA ahora podía presumir: unas 200 habitaciones; 400 asientos; Gabinetes científicos para tratamiento y análisis; escuelas primarias internas; Campo de deportes de 5000 m² (todavía en uso); colonia agrícola de 25000 m²; Cinco pabellones dedicados a las personalidades más munificentes; un área total de 60,000 m², de los cuales aproximadamente 17,000 están cubiertos por edificios. Con la regresión de la tuberculosis, en 1969 se abrió un pabellón en Villa Gonzaga para atender a los niños que sufren de mongol . Después de solo setenta años, la OPA Olgiatan cerró sus puertas. El 2 de abril de 1976, los edificios de la OPA fueron vendidos al Municipio de Olgiate Olona. Hoy en día, en el complejo de Villa Gonzaga, hay una parte del municipio de Olgiate Olona , las escuelas primarias Ferrini, la biblioteca municipal, una residencia de ancianos, una cooperativa, el campo de atletismo (que utiliza la lavandería como un pequeño gimnasio). y un gran parque . Las partes restantes del edificio están abandonadas.